# Макклоски, Роберт
Ро́берт Маккло́ски (также, написание: Маклосски; англ. Robert McCloskey; 15 сентября 1914 года, Гамильтон, Огайо, США — 30 июня 2003 года, Дир-Айл, Мэн, США) — американский детский писатель и художник, двукратный лауреат медали Калдекотта (присуждается за лучшие иллюстрации американской детской книги).

## Биография
Роберт Макклоски родился 15 сентября 1914 года в городе Гамильтон (Огайо), получил художественное образование в Бостоне и Нью-Йорке. В 1940-м году он женился на дочери писательницы Рут Сойер, Маргарет Дюран, и у них родились две дочери — Сара и Джейн.
В 1941 году Роберт Макклоски вернулся с войны и написал детскую книгу «Дорогу утятам!» («Make Way for Ducklings»). Эта была вторая написанная и проиллюстрированная им книга, которая считается самым известным его произведением (удостоена медали Колдекотта). Макклоски и его семья часто проводили каникулы на берегу моря в штате Мэн, где происходит действие многих его книг: «Однажды утром в Мэйне» (1953), «Время чудес» (1957). Дочь Сара стала прототипом другой известной книги автора — «Черника для Саши» (англ. Blueberries for Sal, но в России для детской книги было дано более понятное название) (1948).
Также известны его книги «Приключения Гомера Прайса» (англ. Homer Price) и «Сентербургские истории» — книги юмористических рассказов о приключениях мальчика по имени Гомер Прайс и его родственников, которые тоже носят древнегреческие имена. В начале 1960-х Макклоски отошёл от литературы и работал только как художник. В 2000 году Библиотека Конгресса признала Роберта Макклоски живой легендой.

## Памятники персонажам
- Книга «Дорогу утятам!» имела такой успех, что была признана одним из символов штата Массачусетс — его официальной детской книгой[3], а в Бостонском Общественном Саду[англ.] власти Бостона решили установить памятник главной героине книги — маме-утке Миссис Маллард и её восьми утятам. Памятник был выполнен скульптором Нэнси Шён[англ.][4]. Ежегодно в День матери в центральном парке Бостона проводится парад, где дети переодеваются в утят.
- Копия бостонской скульптуры, изображающей утят из книги Макклоски, была подарена Раисе Горбачевой во время её делового визита в Бостон в 1991 году супругой американского президента Барбарой Буш. В том же году скульптура была установлена в сквере возле Новодевичьего монастыря[5]. Но на следующую ночь одного из утят украли. В начале 2000 года пропали ещё три фигуры. 18 сентября 2000 года композиция была восстановлена. На открытие приехали Михаил Горбачёв с дочерью Ириной, чрезвычайный посол США в России Джеймс Коллинз, министр культуры Михаил Швыдкой, председатель комитета по культуре правительства Москвы Игорь Бугаев и другие[6].

В 2002 году когда Лора Буш совершила визит в Москву, она посетила Российскую государственную библиотеку детской литературы и прочитала находящимся там детям «Дорогу утятам!».
- На родине Макклоски в Гамильтоне установлен памятник герою его первой книги «Чечевица» (1940) и его собаке. В книге у собаки нет имени, был объявлен конкурс на лучшее имя для неё, и теперь памятник носит название «Чечевица и его собака Гармония»[8][9].

## Экранизации
Одна из глав книги «Приключения Гомера Прайса» («Пончики») дважды экранизировалась:
- 1963 — в короткометражке «Пончики»;
- 1977 — в телепостановке Эй-Би-Си[10].